# Théo Defourny
Théo Defourny (Bourg-Saint-Maurice, 25 aprile 1992) è un calciatore belga, portiere del Charleroi.

## Carriera
Defourny è cresciuto nel settore giovanile dell'Olympique Lione, dove ha iniziato a giocare all'età di 12 anni. Nel 2011 è stato ceduto in prestito all'Anversa dove ha giocato 26 incontri nella seconda divisione belga. L'anno successivo ha giocato nel Championnat National con il Rouen e nella stagione 2013-2014 è rimasto a Lione, dove ha giocato principalmente con la seconda squadra, riuscendo comunque ad ottenere anche qualche convocazione con la prima.
Nell'estate del 2014 ha lasciato a titolo definitivo il club francese per firmare con il Virton. Dopo una sola stagione si è trasferito al Mouscron-Péruwelz dove ha occupato il ruolo di quarto portiere dietro Vagner, Ofir Marciano e Thibaut Rauslin. Ha comunque giocato il suo primo incontro in carriera in Pro League il 7 maggio 2016 contro il Kortrijk.
Dopo due stagioni è sceso nuovamente di categoria firmando con il Tubize-Braine, dove ha preso il posto del titolare Quentin Beunardeau appena ceduto al Metz. Nonostante le ottime prestazioni che gli sono valse il riconoscimento di miglior portiere del campionato, al termine della stagione 2018-2019 il Tubize è retrocesso in terza divisione. Nel luglio 2019 ha lasciato il club in favore del Lokeren, dove ha trovato spazio solo da metà stagione in poi in seguito ad alcuni problemi fisici del titolare Davino Verhulst.
Rimasto svincolato dopo la bancarotta del club, dopo una sola stagione si è trasferito all'Eupen facendo così ritorno in Pro League. Inizialmente riserva di Ortwin De Wolf, in seguito ad un infortunio patito nel mese di novembre contro il Charleroi da quest'ultimo è diventato titolare fino al termine della stagione.
Nel luglio del 2021 ha firmato un triennale con il RWDM47. Al termine della stagione 2022-2023 ha vinto il suo primo titolo in carriera terminando al primo posto in Tweede klasse.

## Statistiche

### Presenze e reti nei club
Statistiche aggiornate al 17 marzo 2024.
| Stagione        | Squadra           | Campionato      | Campionato | Campionato | Coppe nazionali | Coppe nazionali | Coppe nazionali | Coppe continentali | Coppe continentali | Coppe continentali | Altre coppe | Altre coppe | Altre coppe | Totale | Totale | Totale |
| Stagione        | Squadra           | Comp            | Pres       | Reti       | Comp            | Pres            | Reti            | Comp               | Pres               | Reti               | Comp        | Pres        | Reti        | Pres   | Reti   |        |
| --------------- | ----------------- | --------------- | ---------- | ---------- | --------------- | --------------- | --------------- | ------------------ | ------------------ | ------------------ | ----------- | ----------- | ----------- | ------ | ------ | ------ |
| 2011-2012       | Anversa           | D2              | 26         | -28        | CB              | 2               | -1              |                    | -                  | -                  |             | -           | -           | 28     | -29    |        |
| 2012-2023       | Rouen 2           | N3              | 4          | -7         |                 | -               | -               |                    | -                  | -                  |             | -           | -           | 4      | -7     |        |
| 2012-2023       | Rouen             | N1              | 14         | -20        | CF              | 3               | -3              |                    | -                  | -                  |             | -           | -           | 17     | -23    |        |
| 2013-2014       | Olympique Lione 2 | N2              | 3          | -9         |                 | -               | -               |                    | -                  | -                  |             | -           | -           | 3      | -9     |        |
| 2014-2015       | Virton            | D2              | 21         | -18        | CB              | 0               | 0               |                    | -                  | -                  |             | -           | -           | 21     | -18    |        |
| 2015-2016       | R.E. Mouscron     | D1              | 1          | -3         | CB              | 2               | -2              |                    | -                  | -                  |             | -           | -           | 3      | -5     |        |
| 2016-2017       | R.E. Mouscron     | D1              | 5          | -8         | CB              | 2               | -4              |                    | -                  | -                  |             | -           | -           | 7      | -12    |        |
| 2017-2018       | Tubize-Braine     | D2              | 32         | -40        | CB              | 0               | 0               |                    | -                  | -                  |             | -           | -           | 32     | -40    |        |
| 2018-2019       | Tubize-Braine     | D2              | 33         | -56        | CB              | 1               | 0               |                    | -                  | -                  |             | -           | -           | 34     | -56    |        |
| 2019-2020       | Lokeren           | D2              | 9          | -17        | CB              | 1               | -4              |                    | -                  | -                  |             | -           | -           | 10     | -21    |        |
| 2020-2021       | Eupen             | D1              | 21         | -34        | CB              | 2               | -1              |                    | -                  | -                  |             | -           | -           | 23     | -35    |        |
| 2021-2022       | RWDM47            | D2              | 30         | -34        | CB              | 2               | -2              |                    | -                  | -                  |             | -           | -           | 32     | -36    |        |
| 2022-2023       | RWDM47            | D2              | 32         | -29        | CB              | 2               | -3              |                    | -                  | -                  |             | -           | -           | 34     | -32    |        |
| 2023-2024       | RWDM47            | D1              | 29         | -62        | CB              | 1               | 0               |                    | -                  | -                  |             | -           | -           | 30     | -62    |        |
| Totale carriera | Totale carriera   | Totale carriera | 260        | -365       |                 | 18              | -20             |                    | -                  | -                  |             | -           | -           | 278    | -385   |        |

## Palmarès

### Competizioni nazionali
- Tweede klasse: 1

RWDM47: 2022-2023